# Mitführpflicht
Als Mitführpflicht wird die Verpflichtung bezeichnet, etwas bei sich zu tragen, um es im Bedarfs- oder Notfall sofort einsetzen zu können (Dienstwaffe, Verbandkasten) oder um es bei einer berechtigten Kontrolle unverzüglich und vor Ort vorweisen zu können. Bestimmte Ausweise und andere Dokumente berechtigen beispielsweise zum Betreten eines Geländes oder Gebäudes (Eintrittskarte, Mitarbeiterausweis) oder zum Ausüben einer Tätigkeit (Führerschein, Fischereischein).
Die Mitführpflicht von Personenidentifikationsdokumenten ist die Verpflichtung der Staatsbürger, stets ihre Identität mittels eines offiziellen Dokuments nachweisen zu können; oft ab einem gewissen Mindestalter.

## Deutschland

### Identitätsnachweise
In Deutschland besteht gemäß § 1 PAuswG eine Ausweispflicht, allerdings resultiert daraus keine allgemeine Mitführpflicht für Identitätsnachweise. Ein Sonderfall, bei dem ein Personalausweis oder Reisepass mitzuführen ist, ist zum Beispiel das Führen einer Waffe (§ 38 WaffG). Zudem sieht das Gesetz zur Bekämpfung der Schwarzarbeit eine Mitführpflicht eines Ausweises für Arbeitnehmer bestimmter Branchen vor, beispielsweise im Bau- oder im Gaststättengewerbe, um sich gegenüber Zollbeamten ausweisen zu können (§ 2a SchwarzArbG).
In der DDR bestand ab dem 14. Lebensjahr die Mitführpflicht für den dort geltenden Personalausweis. Bis zur deutschen Wiedervereinigung bestand in West-Berlin ebenfalls eine Mitführpflicht für den Personalausweis, was auf Rechtsverordnungen der Siegermächte des Zweiten Weltkriegs zurückging.

### Weitere gesetzliche Mitführpflichten
- Beim Fahren von Kraftfahrzeugen auf öffentlichen Wegen ist gemäß § 4 Abs. 2  Fahrerlaubnis-Verordnung (FeV) ein Führerschein mitzuführen und auf Verlangen einer zuständigen Person zur Prüfung auszuhändigen. Dasselbe gilt gemäß § 11 Abs. 6 Fahrzeug-Zulassungsverordnung (FZV) für Teil I der Zulassungsbescheinigung. Außerdem müssen nach § 53a Abs. 2 StVZO im Fahrzeug ein Warndreieck sowie eine Warnweste und nach § 35h Abs. 1, 3 und 4 StVZO ein Verbandkasten mitgeführt werden. Diese müssen zuständigen Personen gemäß § 31b StVZO zur Überprüfung ausgehändigt werden.
- Beim Angeln muss in der Regel gemäß dem im jeweiligen Bundesland gültigen Landesfischereigesetz ein Fischereischein und ein Gewässerschein mitgeführt werden.[2]
- Bei der berechtigten Ausübung der Jagd ist gemäß § 15 BJagdG ein gültiger Jagdschein mitzuführen.
- Der jeweils erforderliche Befähigungsnachweis ist beim Führen von Sportbooten vom Schiffsführer mitzuführen (§ 12 SpFV).

## Niederlande
In den Niederlanden besteht seit dem 1. Januar 2005 die Verpflichtung für alle Personen ab 14 Jahre, jederzeit einen Identitätsnachweis befugten Behörden vorzeigen zu können („identificatieplicht“). Eine konkrete Bestimmung, die das ständige Mitführen eines Ausweises fordert, findet sich jedoch nicht im Gesetz. Dennoch gilt in der Praxis, dass die Identifizierungspflicht einer Mitführpflicht gleichkommt, um der Identifizierungspflicht zu genügen. Im Unterschied zu einer allgemeinen Mitführpflicht bedarf es aber eines triftigen Grundes, nach einem Ausweis gefragt zu werden.